# La Pallu

La Pallu este o comună în departamentul Mayenne, Franța. În 2009 avea o populație de 184 de locuitori.